# Weiberstein
Der Weiberstein (auch Wettin-Denkstein oder Wettin-Gedenkstein) ist ein Gedenkstein für zwei Bauersfrauen in Radebeul. Das unter Denkmalschutz stehende Denkmal befindet sich an der Kötzschenbrodaer Straße zwischen den heutigen Ortsteilen Kötzschenbroda und Serkowitz, gleich außerhalb des Serkowitzer Dorfkerns.

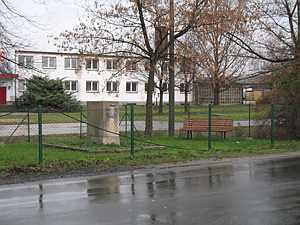
Wettin-Denkstein (Weiberstein) bei Serkowitz, an der Straße nach Kötzschenbroda, heute auf der elbabgewandten Seite

## Geschichte

Wettin-Denkstein auf der Elbseite, 1890

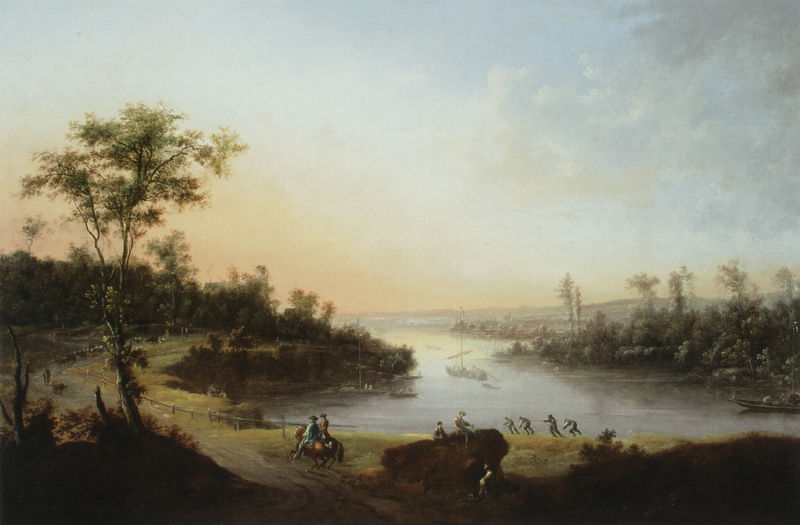
Die Elbe bei Serkowitz, insbesondere der bewusste Elbarm westlich des Dorfes. Bild von Johann Alexander Thiele von 1750.

Ausschnitt aus einer gesüdosteten Karte von 1790. Gut zu erkennen ist die Lage der Straße rechts des Dorfes direkt an der Abbruchkante zum Elbarm (Kartenlage entspricht dem Thiele-Bild).

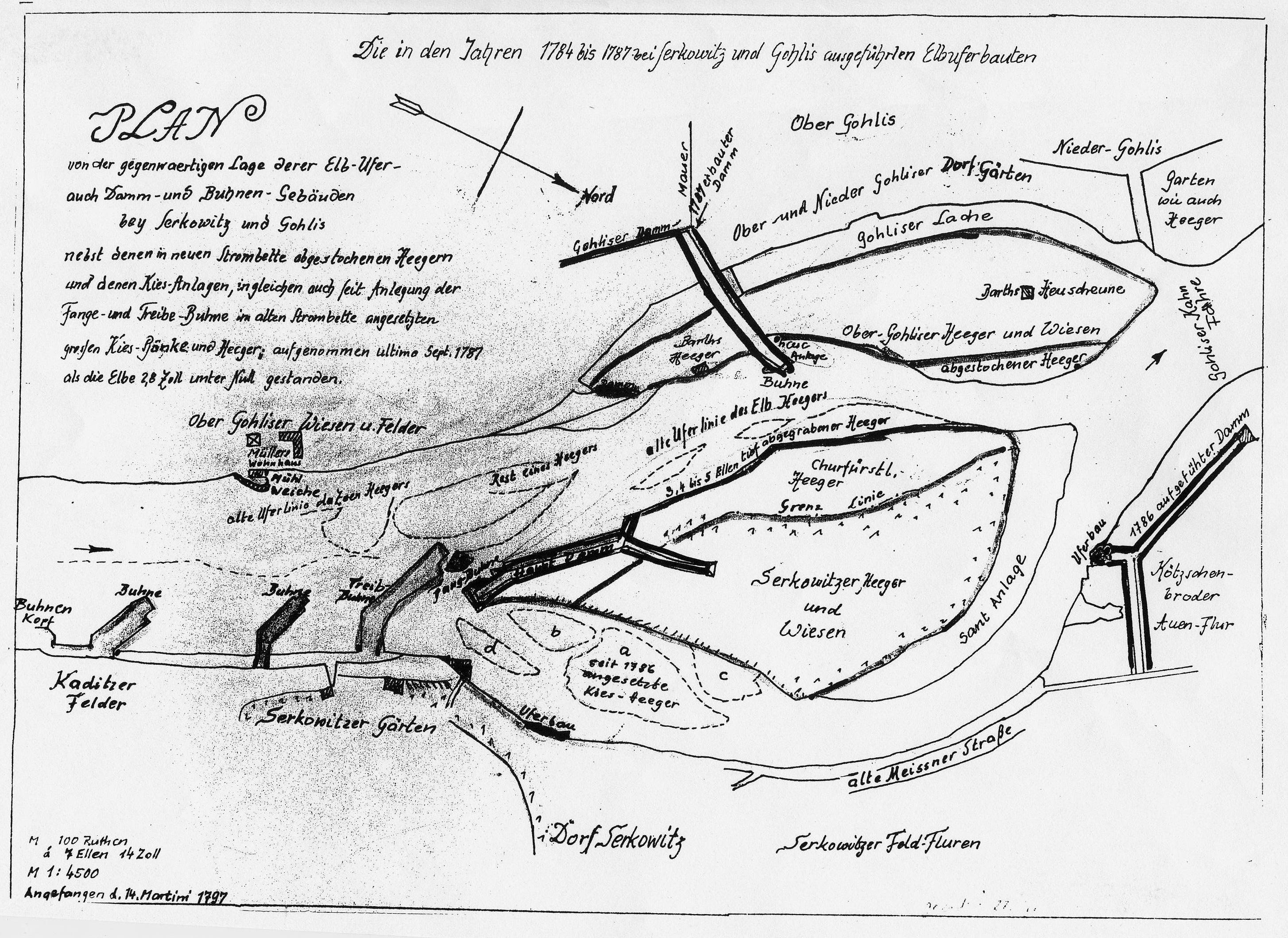
Ausbaumaßnahmen an der Elbe 1785 bis 1788, Karte angelegt 14. Martini 1797

Am 18. Oktober 1784 befuhr eine Jagdgesellschaft mit Kurfürst Friedrich August dem Gerechten, dem späteren König Friedrich August I., die von der Elbe unterspülte alte Meißner Post- und Landstraße. In Höhe des zum 100-jährigen Jubiläum des Ereignisses 1884 von Serkowitzer Bürgern gestifteten Wettin-Gedenksteins (Weiberstein) verhinderten zwei Bauersfrauen die Weiterfahrt der Kutschen, weil die Straße stark unterspült und von Abriss bedroht war, wodurch Kurfürst Friedrich August und seine Begleiter (u. a. Anton der Gütige) vor einem Unfall bewahrt wurden. Die Frauen erhielten eine lebenslange Rente vom Kurfürsten.
Aufgrund dieses Ereignisses wurden von 1785 bis 1788 umfangreiche Baumaßnahmen in der Elbe durchgeführt, bis 1788 die heutige Meißner Straße als neue Post- und Landstraße zwischen Dresden und Meißen angelegt und 1788 der Gasthof „Weißes Roß“ an dieser neuen Landstraße gebaut. Später wurde die neue Straße auf napoleonischen Befehl durch das Anlegen von Gräben und Pflanzung von straßenbegleitenden Bäumen zur Chaussee ausgebaut.
1984 war der Gedenkstein durch Witterungseinflüsse abgenutzt und verschmutzt, sodass der Anlass für den Stein nicht mehr zu lesen war. Eine komplette Erneuerung des Steines wurde erwogen, wegen Lieferschwierigkeiten bei der Beschaffung von Sandstein wurde beschlossen, den Stein allseitig um 20 mm abzumeißeln, abzuschleifen und mit neuer Inschrift und neuem Wappen zu versehen. Am 29. Juni 1989 zum 900. Jubiläum der Belehnung des Hauses Wettin mit der Markgrafschaft Meißen wurde das Denkmal am jetzigen Ort feierlich enthüllt.

## Steininschriften
| linke Seite                                                                                   | vorn                                                 | rechte Seite                                                                              |
| --------------------------------------------------------------------------------------------- | ---------------------------------------------------- | ----------------------------------------------------------------------------------------- |
| Zum Andenken An die glückliche Errettung Friedrich August des Gerechten Und Anton des Gütigen | (kursächsisches Wappen) 1784 und 1884 am 18. Oktober | Gottes Gnad Und Frauenthat Beschirmten einst das Haus Wettin Mög es in Segen weiter blühn |